# Steel Rain
Steel Rain (강철비?, GangcheolbiLR) è un film thriller del 2017 di Yang Woo-suk.
Tratto dal webtoon Steel Rain del regista stesso, in lingua italiana è uscito su Netflix nel 2018.

## Trama
Eom Chul-woo è un militare ed ex spia della Corea del Nord, incaricato di uccidere due alti comandanti che stanno tramando un colpo di stato per far scoppiare la guerra contro la Corea del Sud. Egli assiste tuttavia al ferimento del dittatore nordcoreano, e riesce a salvarlo trascinandolo oltre il confine, in Sud Corea. Qui, lui e il diplomatico sudcoreano Kwak fanno di tutto per evitare il conflitto, nonostante l'avvio delle ostilità da parte di alcuni traditori.